# Роберт Фогел
Роберт Вилијам Фогел (енгл. Robert William Fogel; Њујорк, 1. јул 1926 — Оук Лон, 11. јун 2013) био је амерички економиста. Добитник је Нобелове награде за економију 1993. године заједно са Дагласом Нортом „за обнављање истраживања економске историје применом економске теорије и квантитативних метода у циљу објашњавања економских и институционалних промена”.

## Дела
- The Union Pacific Railroad: A Case in Premature Enterprise, 1960.
- Railroads and American Economic Growth: Essays in Econometric History, 1964.
- Time on the Cross: The Economics of American Negro Slavery, 2 volumes, 1974. (co-written with Stanley Engerman)
- Which Road to the Past?, 1983.
- Without Consent or Contract: The Rise and Fall of American Slavery, 2 volumes. Fogel, Robert William (1989). Without Consent or Contract: The Rise and Fall of American Slavery. W. W. Norton & Company. ISBN 9780393312195..
- Economic Growth, Population Theory and Physiology: The Bearings of Long-Term Processes on the Making of Economic Policy, 1994.
- The Slavery Debates, 1952–1990: A Retrospective . Baton Rouge: Louisiana State University Press, 2003. 106 pp. Fogel, Robert William (2003). The Slavery Debates, 1952-1990: A Retrospective. LSU Press. ISBN 0-8071-2881-3.
- The Fourth Great Awakening and the Future of Egalitarianism, Fogel, Robert William (2000). Content, excerpts. University of Chicago Press. ISBN 978-0-226-25662-7.. and back cover-review excerpts.[3][4][5][6]  Chicago: University of Chicago Press, 2000.
- The Escape from Hunger and Premature Death, 1700–2100: Europe, America, and the Third World. New York: Cambridge University Press. 2004. ISBN 0-521-80878-2.. 189pp.
- Floud, Roderick; Fogel, Robert W.; Harris, Bernard; Hong, Sok Chul (2011). The Changing Body: Health, Nutrition, and Human Development in the Western World since 1700. New York: Cambridge University Press. ISBN 978-0-521-87975-0.
- Explaining Long-Term Trends in Health and Longevity, 2012.
- Fogel, Robert William; Fogel, Enid M.; Guglielmo, Mark; Grotte, Nathaniel (2013). Political Arithmetic: Simon Kuznets and the Empirical Tradition in Economics. Chicago: University of Chicago Press. ISBN 978-0-226-25661-0.